# Titan (companie)
Titan este o companie de morărit și panificație din România. Compania are sediul în comuna Pantelimon, județul Ilfov.
Acționarul majoritar al companiei este compania austriacă LLI Euromills Viena, cu o participație de 67,9% din capital, în timp ce Loulis International Foods Enterprises din Grecia deține 29,5% din titluri .
Până în anul 2007, compania s-a numit Loulis România .
Cifra de afaceri în 2013: 154,4 milioane de Euro
Venit net în 2013: 69 milioane euro 